# Người Yoruba
Người Yorubae (tiếng Yoruba: Ìran Yorùbá) là một dân tộc sống ở phía tây nam Nigeria và nam Bénin ở Tây Phi. Có tổng cộng 35 triệu người Yoruba, phần lớn sống ở Nigeria, tạo thành 21% dân số nước này (theo CIA World Factbook,). Đây là một trong số những dân tộc lớn nhất châu Phi. Phần lớn người Yoruba nói tiếng Yoruba, thuộc ngữ hệ Niger-Congo.
Người Yoruba sống cạnh người Borgu ở Benin; người Nupe và người Ebira ở trung Nigeria; và người Edo, Esan và Afemai ở trung tây Nigeria. Người Igala và các dân tộc liên quan khác sống ở phía đông bắc, và người Egun, Fon và các dân tộc khác sống ở phía đông nam Benin.